# Didaga, Channarayapatna
Didaga là một làng thuộc tehsil Channarayapatna, huyện Hassan, bang Karnataka, Ấn Độ.